# Ingrid Sandgren
Ingrid Anne Marie Sandgren, född 22 mars 1942 i Ängelholm, är en svensk skådespelare. Hon har medverkat i Ett resande teatersällskap, som sändes i TV2 1972–1973.

## Teater

### Roller (ej komplett)
| År   | Roll   | Produktion               | Regi      | Teater                   |
| ---- | ------ | ------------------------ | --------- | ------------------------ |
| 1947 | Majlis | Fantasilådan Else Fisher | Sture Pyk | Helsingborgs stadsteater |